# Aristip iz Kirene
Aristip iz Kirene, starogrški filozof, utemeljitelj kirenške šole hedonizma, Sokratov učenec, * 435 pr. n. št., Kirena, Antična Grčija (danes Libija), † 356 pr. n. št., Kirena.
Bil je ustanovitelj kirenške filozofske šole in Sokratov učenec, vendar pa so se njegovi filozofski pogledi močno razlikovali od Sokratovih. Verjel je, da si za užitek in veselje vsak posameznik mora prilagoditi okoliščine, saj se okoliščine ne bodo prilagodile posamezniku in vzdrževati neko kontrolo nad njimi. Velja za očeta etičnega hedonizma.

## Življenje
Aristip, sin Aritadesa, se je rodil v Kireni, Antični Grčiji leta 435 pr. n. št. V Grčijo je prišel z namenom, da bi se udeležil olimpijskih iger in se srečal s Sokratom. Po njegovem opisu je imel tako veliko željo po srečanju, da je šel s tem namenom celo v Atene. S Sokratom je ostal skoraj do časa njegove usmrtitve, leta 399 pr. n. št.. Diodor Sicilski njegovo smrt postavlja v leto 356 pr. n. št.. Čeprav je bil Aristip Sokratov učenec, se je mnogokrat oddaljeval od učiteljevih načel in načina poučevanja. Živel je življenje polno užitkov in zadoščenje je z veseljem iskal pri razvpiti heteri Laidi. Denar je služil s poučevanjem govorništva, bil pa je prvi Sokratov učenec, ki je to počel. Nekaj časa je živel v tujini, da se je tako izognil problematičnemu vpletanju v politiko domačega mesta. Del svojega življenja je preživel na dvoru sirakuškega tirana Dionizija I. oziroma Dionzija Mlajšega, zajeli pa naj bi ga tudi Perzijci, leta 396 pr. n. št. pregnali Špartance z Rodosa. Proti koncu svojega življenja naj bi se vrnil v rojstni kralj Kireno, kjer je preživel svojo starost.

### Filozofija
Aristip je bil ponosen na to, da je v vsakršnih okoliščinah našel nekaj, v čemer je lahko užival. Ravnal se je po načelu, da mora prilagoditi okoliščine sebi in ne sebe okoliščinam. Tako je tistim, ko so ga grajali zaradi ljubezni do telesnih užitkov, odgovoril, da abstinenca ni najboljša stvar, ki jo lahko narediš zase, temveč je kontrola nad samim sabo in svojimi razvadami, ne da bi ti te škodovale, veliko pomembnejša. Znan je tudi po svojem reku: »Modri ljudje bi živeli nespremenjeno življenje, četudi bi ukinili vse zakone.« Aristip je bil mirne narave in se ni razburjal, ne glede na to, ali je bil v zaporu, žaljen ali pa zmerjan zaradi nezvestobe Sokratu s strani svojih součencev. Poleg drugih Sokratovih učencev se je zdel izredno žaljiv tudi Ksenofontu in Platonu. Tudi Aristotel ni odobraval njegovega vedenja in ga je označil za sofista. Svoje poglede na svet je prenesel na hčer Areto, ki je to potem prenesla tudi na svojega sina, Aristipa mlajšega. Aristip je živel in deloval v obdobju prehoda klasične filozofije v helenizem.

### Aristipov odnos s Sokratom
Aristip je iz daljne in bogate Kirene prišel v Atene, saj ga je neustavljivo privlačilo, kar mu je nekdo, ki ga je srečal na olimpijskih igrah, pripovedoval o Sokratu. Čeprav je izvedel le malo o njegovih mislih in o primerih iz njegovih govorov, so ga tako vznemirili, da si ga je obupano želel spoznati. Njegovo pričakovanje ga seveda ni razočaralo. Zanimivo je, da je bil Aristip v skupini Sokratovih učencev najbolj neodvisen od učitelja, tako v načinu življenja, kot tudi v mišljenju. Njegova neodvisnost je segala celo do meja nezvestobe. Spoznavanje Sokratovega sporočila mu je omejeval določen način vrednotenja stvari, ki mu je bil prirojen zaradi brezskrbnega življenja. Izviral je namreč iz bogate družine iz cvetoče Kirene, zato ni bil vajen skromnega načina življenja. Fizični blagor mu je predstavljalo najvišje dobro in užitek je bilo glavno gibalo življenja. Sokrat na drugi strani pa užitka ni imel za nekaj dobrega, saj sta bila zanj dobra le spoznavanje in vrlina. Aristip je trdil, da je užitek vselej dober, ne glede od kod izvira, medtem ko je Sokrat menil, da je užitek dober zgolj, kadar ga podpira spoznanje. Aristipa so mnogokrat imenovali »sofist«, saj je za svoja predavanja zahteval plačila, sofisti so bili namreč tisti, ki so poučevali za denar. Nekega dne je Aristip Sokratu celo poslal denar, ki pa ga ta seveda ni sprejel. Čeprav Aristip denarja nikoli ni poimenoval kot cilj, pa je menil, da je neizogibno sredstvo za takšno življenje, kot ga je zahteval njegov hedonizem. Aristip se je od Sokrata naučil zelo veliko. Med najpomembnejšimi stvarmi, ki jih je prevzel od Sokrata je bila sposobnost, da se je lahko postavil zase in obvladoval dogodke, ne da bi kadarkoli postal njihova žrtev.

## Kireniki
Bistveno jedro kirenškega nauka se je izoblikovalo v generacijski trojici Aristip starejši, Arete (njegova hči) in Aristip mlajši (vnuk po Arete). Tako kot Sokrat so kireniki strogo zanikali, da bi bile prirodoslovne raziskave koristne. Opustili so raziskovanje narave, saj so bili mnenja, da sta fizika in dialektika nekoristni. Aristip je zavračal vednost o naravi in pravil, da je koristno le iskanje »kaj je dobrega in kaj slabega v stvareh«. Kirenaiško stališče je bilo podobno Sokratovemu. Po Sokratu sta si namreč Aristip iz Kirene in Ariston iz Hiosa prizadevala filozofirati le o etičnih vprašanjih, saj so le ta nam dosegljiva in koristna. Nasprotno velja za razmišljanje o naravi, ker je bila ta nepredvidljiva, nepreverljiva in od nje torej ni bilo nobene koristi. Aristip je imel za popolnoma nepotrebno tudi matematiko, saj nima nič opraviti s tem, kar je dobro ali slabo, torej srečo.

## Dela
Mnogi zapisi in knjige ter pisma, ki so jih zgodovinarji dolgo časa pripisovali Aristipu, so ali ponaredki ali pa dela, za katera so že filozofi v antični Grčiji trdili, da niso Aristipova. Eno najbolj znanih del, ki so jih pripisovali Aristipu, je bila knjiga O bogastvu Starih (Περὶ παλαιᾶς τρυφῆς), v kateri je avtor opisoval zasebna življenja mnogih drugih filozofov in njihove ljubezenske izpade s kurtizanami in dečki. Velika večina anekdotičnih navedb je ohranjena v Življenja filozofov Diogena Laertija.  Kmalu je bilo dokazano, da navedb ni napisal Aristip, saj je sebe vedno videl kot nadrejenega svojim sodobnikom, še posebej Sokratovim součencem, in bi bilo zelo nenavadno, da bi toliko truda vložil v delo, ki bi opisovalo njihova življenja, prav tako pa je v delu avtor omenil Teofrasta, ki je živel celo generacijo za Aristipom.